# サロンデ島
サロンデ島（サロンデとう、インドネシア語: Pulau Saronde、英語: Saronde Island）は、インドネシアのポネロ諸島（Ponelo Islands）にある島。ゴロンタロ州北部北ゴロンタロ県に属する。

## 地理
8ヘクタールほどの面積で、標高は最大で14メートル。

## 産業
船が接岸するための桟橋と、内陸部に3棟、水上に2棟のコテージがあり、リゾート島として利用されている。島でとれない食材や飲料水などはすべて本土よりの輸送に依存している。

## 交通
- ジャラルディン空港（英語版）（ゴロンタロ空港）から北ゴロンタロ県の県都クワンダン（インドネシア語版）のクワンダン港まで自動車で30分。クワンダン港から連絡船で30分[6]。